# Palcze (przystanek kolejowy)
Palcze (ukr. Пальче; ros. Пальче) – przystanek kolejowy w pobliżu miejscowości Palcze, w rejonie łuckim, w obwodzie wołyńskim, na Ukrainie. Leży na linii Zdołbunów – Kowel. Położony jest na pasie zieleni rozdzielającym jezdnie drogi krajowej Н22.